# Time to live
Time to live (TTL) je v informatice číslo, které omezuje dobu platnosti dat nebo počet průchodů paketů skrz aktivní prvky počítačové sítě.

## TTL v IP datagramech
TTL je v IPv4 8bitová položka v hlavičce IP datagramu, která v počítačové síti omezuje jeho maximální dobu existence a chrání ji tak před zahlcením, které by mohly způsobit datagramy zacyklené v nekonečných smyčkách (způsobených chybou nebo nesprávným nastavením směrování). Položka TTL je nastavena na výchozí hodnotu při vytvoření datagramu (historicky 16, obvykle 64) a automaticky snižována alespoň o 1 při průchodu jakýmkoliv směrovačem. Po dosažení nuly je datagram zahozen a odesílatel je o tom informován ICMP zprávou Time Exceeded (zpráva číslo 11).
Položku TTL využívá ke své činnosti program traceroute.
Přesná definice podle RFC 791Toto pole indikuje maximální dobu, kterou může datagram setrvat v síťovém systému. Pokud je hodnota tohoto pole nulová, pak musí být datagram zahozen. Čas je měřen v jednotkách sekund. Každý modul, který datagram zpracovává, musí snížit hodnotu TTL nejméně o jedna, a to i v případě, že ho zpracovává méně než sekundu. Cílem je zahození nedoručitelných datagramů a omezit maximální dobu existence datagramu.

## TTL v DNS
TTL označuje v DNS maximální dobu, po kterou je možné uchovat data v cache pomocného (caching only) serveru. Obvyklá doba je 86400 sekund, což je 24 hodin. Delší povolená doba snižuje zátěž počítačové sítě, protože se nemusí opakovaně provádět DNS dotazy a kratší doba omezuje dobu, která je nutná k tomu, aby se všude na světě projevily změny provedené správcem DNS zóny (domény) na primárním DNS serveru (tj. aby všechny zastaralé údaje umístěné v cache nejrůznějších počítačů byly nahrazeny novými údaji).